# Kevin Chamorro
Kevin José Chamorro Rodríguez (Carrillo, Guanacaste, Costa Rica, 8 de abril de 2000) es un futbolista costarricense que juega como portero en el Rio Ave F. C. de la Primeira Liga.

## Trayectoria

### Inicios
Kevin Chamorro es originario de la comunidad de Sardinal en Carrillo, Guanacaste. Sus inicios en el fútbol los dio a partir de los cinco años y en el proceso debió lidiar con necesidades económicas, el sobrepeso e incluso dificultades para poder entrenar. Su madre, quien tenía dos trabajos, tomó la determinación de llevar a Kevin y acompañarle hasta la parada de autobús que recorría aproximadamente cuarenta kilómetros. Una final en categorías menores entre Liberia y Alajuelense, le abrió el camino al guardameta para conformar la selección costarricense sub-15, dicha razón motivó a Chamorro a dejar su hogar con tan solo doce años. Poco después integró la academia Wilmer López y vivió en Santa Ana, Belén, Barva, San Rafael de Alajuela y Hatillo, con la convicción de ganarse un lugar en el balompié profesional.

### A. D. Carmelita
El futbolista debutó con diecisiete años y diez meses el 21 de febrero de 2018, en la Primera División con el equipo de Carmelita en un partido que enfrentó al Santos de Guápiles, de visita en el Estadio Ebal Rodríguez. Chamorro utilizó la dorsal «99» y completó la totalidad de los minutos en el empate a un gol.

### A. D. San Carlos
El 29 de mayo de 2019, Chamorro es fichado por San Carlos en condición de préstamo por un año.
El 17 de junio de 2020, renueva por una temporada más en el equipo.

### Deportivo Saprissa
El 11 de junio de 2021, el Deportivo Saprissa hace oficial la incorporación de Chamorro al club, firmándolo por dos años en condición de préstamo por Carmelita. Fue presentado el 24 de junio en conferencia de prensa con la dorsal «1». Debutó en el Torneo de Apertura el 7 de septiembre por la novena jornada de visita ante Sporting. Chamorro alineó como titular y encajó cuatro goles de la derrota por 4-0. El conjunto morado finalizó la competencia con el subcampeonato. El portero contabilizó cinco presencias, recibió siete anotaciones y tuvo una valla invicta.
El 9 de diciembre de 2022, el Deportivo Saprissa compró su ficha a A. D. Carmelita, extendiendo su ligamen con el Deportivo Saprissa hasta junio del 2026.

### G. D. Estoril Praia
El 10 de julio de 2024, se oficializó su fichaje al G. D. Estoril Praia en condición de préstamo por un año y con opción a compra.

### Rio Ave F. C.
El 21 de julio de 2025, se oficializó su compra de su fichaje al Rio Ave F. C. con un contrato de hasta junio de 2029.

## Selección nacional

### Categorías inferiores
El 7 de abril de 2017, Chamorro fue elegido en la lista del estratega Breansse Camacho para afrontar el Campeonato Sub-17 de la Concacaf, con sede en Panamá. El portero estuvo en la suplencia en los dos primeros partidos con victorias sobre Canadá (2-1) y Surinam (3-0). Su selección terminó la fase de grupos como líder invicto tras vencer en la última fecha a Cuba con cifras de 3-1, donde Kevin pudo hacer su debut al reemplazar a Ricardo Montenegro al minuto 76'. En la etapa decisiva se presentó la victoria sobre el anfitrión Panamá (2-1) y la derrota ante México (1-6). El puntaje obtenido por su grupo le permitió acceder a uno de los cupos directos al Mundial que se llevaría a cabo en la India. Estadísticamente, Kevin contabilizó únicamente una presencia, para acumular 14 minutos de acción.
En rueda de prensa dada por el director técnico Camacho el 18 de septiembre de 2017, se ratificó el llamado de Kevin para llevar a cabo la realización de la Copa Mundial Sub-17. El 7 de octubre se desarrolló la primera jornada para su país en el certamen máximo, precisamente en el Estadio Fatorda de la ciudad de Margao, contra el conjunto de Alemania. Kevin se quedó en la suplencia y las cifras de 2-1 decretaron la derrota de los costarricenses. Tres días después se disputó el cotejo frente a Guinea en el mismo escenario deportivo. Al igual que en el partido anterior, Chamorro volvió a permanecer en el banquillo. El 13 de octubre se dio el último partido del grupo en la pérdida de 0-3 ante Irán. El bajo rendimiento mostrado durante las tres fechas del grupo C, tuvo como consecuencia la eliminación de su escuadra en el cuarto sitio de la tabla.
El 22 de octubre de 2018, el portero fue seleccionado por Camacho para jugar el Campeonato Sub-20 de la Concacaf. Debutó el 1 de noviembre como titular en la victoria de goleada por 5-0 sobre Bermudas. Su selección completó el grupo E con los triunfos ante Barbados (2-0), Haití (1-0) y Santa Lucía (0-6). Con el empate 1-1 contra Honduras y la derrota 4-0 frente a Estados Unidos, el conjunto costarricense quedó eliminado de optar por un cupo al Mundial de Polonia 2019.
El 10 de marzo de 2021, Chamorro fue incluido en la lista final del entrenador Douglas Sequeira, para enfrentar el Preolímpico de Concacaf con la Selección Sub-23 de Costa Rica. Debutó el 18 de marzo como titular frente a Estados Unidos en el Estadio Jalisco, encuentro donde encajó el gol de la derrota por 1-0. Tres días después asumió nuevamente el puesto en el once inicial ante México en el Estadio Akron, y en esta ocasión vio otra vez la derrota de su conjunto por 3-0. Este resultado dejó fuera a la selección costarricense de optar por un boleto a los Juegos Olímpicos de Tokio. El 24 de marzo permaneció en el banquillo y cedió su lugar a Patrick Sequeira para el triunfo de trámite por 5-0 sobre República Dominicana.

#### Participaciones en juveniles
| Competición                              | Sede           | Resultado      | Partidos | Goles |
| ---------------------------------------- | -------------- | -------------- | -------- | ----- |
| Campeonato Sub-17 de la Concacaf de 2017 | Panamá         | Clasificado    | 1        | 0     |
| Campeonato Sub-20 de la Concacaf de 2018 | Estados Unidos | Eliminado      | 6        | -5    |
| Preolímpico de Concacaf de 2020          | México         | Fase de grupos | 2        | -4    |

### Selección absoluta
El 18 de enero de 2019, es convocado por primera vez al combinado absoluto dirigido por el entrenador Gustavo Matosas. Para el amistoso del 2 de febrero contra Estados Unidos, Chamorro quedó en la suplencia y el marcador terminó en derrota por 2-0.
El 17 de marzo de 2023 fue convocado para afrontar los partidos de la Liga de Naciones de la Concacaf 2022-23 contra Martinica y Panamá. El 25 de marzo debutó ante la selección de Martinica, como un debut no oficial, disputó la totalidad de minutos por la victoria 1-2. Tres días después debutó de manera oficial según la FIFA ante la selección panameña, recibiendo una anotación por la derrota 0-1.
El 2 de junio de 2023, se oficializó la convocatoria para los partidos amistosos y la competición de la Copa de Oro de la Concacaf 2023, en el que Chamorro estuvo dentro de la convocatoria.
El 30 de agosto de 2023, fue convocado por el director técnico Claudio Vivas en una gira hacia Europa contra los encuentros amistosos ante Arabia Saudita y Emiratos Árabes Unidos.

#### Participaciones internacionales
| Evento                                  | Sede                    | Resultado        | Partidos | Goles |
| --------------------------------------- | ----------------------- | ---------------- | -------- | ----- |
| Liga de Naciones de la Concacaf 2022-23 | Concacaf                | Fase de grupos   | 2        | -2    |
| Copa de Oro de la Concacaf 2023         | Estados Unidos · Canadá | Fase de grupos   | 4        | -8    |
| Liga de Naciones de la Concacaf 2023-24 | Concacaf                | Cuartos de final | 2        | -6    |

## Estadísticas

### Clubes
Actualizado al último partido jugado el 17 de abril de 2025.
| A. D. Carmelita · Costa Rica    | 1.            | 2017-18       | 8   | -13  | — | —  | — | —  | 8   | -13  |
| A. D. Carmelita · Costa Rica    | 1.            | 2018-19       | 19  | -33  | — | —  | — | —  | 19  | -33  |
| A. D. Carmelita · Costa Rica    | Total club    | Total club    | 27  | -46  | 0 | -0 | 0 | -0 | 27  | -46  |
| A. D. San Carlos · Costa Rica   | 1.            | 2019-20       | 6   | -12  | — | —  | — | —  | 6   | -12  |
| A. D. San Carlos · Costa Rica   | 1.            | 2018-19       | 27  | -23  | — | —  | — | —  | 27  | -23  |
| A. D. San Carlos · Costa Rica   | Total club    | Total club    | 33  | -35  | 0 | -0 | 0 | -0 | 33  | -35  |
| Deportivo Saprissa · Costa Rica | 1.            | 2021-22       | 6   | -9   | — | —  | — | —  | 6   | -9   |
| Deportivo Saprissa · Costa Rica | 1.            | 2022-23       | 44  | -27  | 3 | -4 | — | —  | 47  | -31  |
| Deportivo Saprissa · Costa Rica | 1.            | 2023-24       | 45  | -32  | 2 | -1 | 2 | -6 | 49  | -39  |
| Deportivo Saprissa · Costa Rica | Total club    | Total club    | 95  | -68  | 5 | -5 | 2 | -6 | 102 | -79  |
| G. D. Estoril Praia Portugal    | 1.            | 2024-25       | 4   | -3   | 1 | -0 | — | —  | 5   | -3   |
| G. D. Estoril Praia Portugal    | Total club    | Total club    | 4   | -3   | 1 | -0 | 0 | -0 | 5   | -3   |
| Rio Ave F. C. Portugal          | 1.            | 2025-26       | 0   | -0   | 0 | -0 | — | —  | 0   | -0   |
| Rio Ave F. C. Portugal          | Total club    | Total club    | 0   | -0   | 0 | -0 | 0 | -0 | 0   | -0   |
| Total carrera                   | Total carrera | Total carrera | 159 | -152 | 6 | -5 | 2 | -6 | 167 | -163 |
| 1. 2. Fuente:Transfermarkt      |               |               |     |      |   |    |   |    |     |      |

### Selección de Costa Rica
Actualizado al último partido jugado el 2 de febrero de 2024.
| Absoluta · Costa Rica                             |   |    |   |     |   |    |    |     |
| 2023                                              | — | —  | 8 | -16 | 2 | -4 | 10 | -20 |
| 2024                                              | — | —  | 0 | -0  | 1 | -0 | 1  | -0  |
| Total                                             | 0 | -0 | 8 | -16 | 3 | -4 | 11 | -20 |
| 1. Fuente:Transfermarkt / National Football Teams |   |    |   |     |   |    |    |     |

## Palmarés

### Títulos nacionales
| Título                         | Club               | País       | Año  |
| ------------------------------ | ------------------ | ---------- | ---- |
| Supercopa de Costa Rica        | Deportivo Saprissa | Costa Rica | 2021 |
| Primera División de Costa Rica | Deportivo Saprissa | Costa Rica | 2022 |
| Primera División de Costa Rica | Deportivo Saprissa | Costa Rica | 2023 |
| Recopa de Costa Rica           | Deportivo Saprissa | Costa Rica | 2023 |
| Primera División de Costa Rica | Deportivo Saprissa | Costa Rica | 2023 |
| Primera División de Costa Rica | Deportivo Saprissa | Costa Rica | 2024 |

### Distinciones individuales
| Distinción                                                                     | Año  |
| ------------------------------------------------------------------------------ | ---- |
| Mejor guardameta de la Primera División de Costa Rica del Torneo Apertura 2022 | 2023 |
| Mejor guardameta de la Primera División de Costa Rica del Torneo Clausura 2023 | 2023 |
| Mejor guardameta de la Primera División de Costa Rica del Torneo Apertura 2023 | 2024 |